# Basehor
Basehor – miasto w Stanach Zjednoczonych, w stanie Kansas, w hrabstwie Leavenworth.